# 马桥镇 (上海市)
马桥镇是位于中国上海市闵行区西南部的一个镇。镇人民政府驻北松路2188号。旗忠国际网球中心、旗忠高尔夫球场位于该镇。面积33.20平方公里。户籍人口3.48万人（2008年）。

## 名称由来
马桥镇原有分布呈马状的四座石桥，故得名。

## 历史沿革
清初，此地称马桥市。清乾隆年间，开始称马桥镇。

## 行政区划
共辖6个居委会、10个村委会。分别是：
马桥社区、华银坊社区、飞碟苑社区、元吉新村社区、元祥新村社区、夏朵园社区、望海村、俞塘村、工农村、旗忠村、同心村、民主村、吴会村、金星村、彭渡村和友好村。

## 中国传统村落
彭渡村获评“中国传统村落”。